# Chantal Deltenre
 (juillet 2020).
Chantal Deltenre est écrivaine et ethnographe.

## Biographie
Originaire du Pays des Collines en Belgique, Chantal Deltenre vit à Paris. Après des études à l'Institut des Hautes Etudes en Communications Sociales à Tournai , elle devient critique de théâtre à Bruxelles et publie un premier ouvrage sur les troupes de théâtre-action en Belgique (Quatre troupes de théâtre-action en Belgique, Cahiers JEB, Bruxelles, 1978).  
Elle travaille ensuite pendant plusieurs années pour le Ministère de la Communauté française de Belgique, puis pour des chaînes de télévision internationale, ce qui l'amène à s'installer à Paris à la fin des années 80. 
À la suite de plusieurs voyages au Japon et en Inde, elle entame des études d’ethnologie à Paris 7 puis à l’Ecole des Hautes Etudes en Sciences Sociales. Dans le cadre d'une thèse avec l’ethnologue Gérard Althabe au Laboratoire d’ethnologie des mondes contemporains, elle effectue ses premiers terrains d'ethnographe en Roumanie au lendemain de la chute du régime communiste en recueillant les témoignages des victimes des démolitions arbitraires sous le régime Ceausescu. 
En 1995, elle fait la connaissance de l’écrivain-psychanalyste Henry Bauchau qui l'oriente vers l'écriture.  Son premier roman "La plus que mère" (Maelström,Bruxelles,  2003) obtient le Prix Jean Muno et le prix des Bibliothèques du Hainaut. 
Au début des années 2000, elle crée, en collaboration avec le producteur multimédia Frédéric de Goldschmidt, l’association "Les ethnologues en herbe" pour initier les éléves à l'ethnographie et à un regard décentré sur la diversité des cultures. Soutenu par L’Organisation Internationale de la Francophonie, le projet devient un lieu d’échanges entre des classes du monde entier. En parallèle, elle poursuit sa carrière d’ethnographe en France et travaille à l'UNESCO pour préparer la Convention sur la diversité des expressions culturelles. 
En 2005, elle publie "La cérémonie des poupées" (Maelström, Bruxelles)  inspiré d'un rituel animiste japonais. Le roman est sélectionné pour le Rossel des Jeunes. En 2010, le roman "La maison de l’âme" (éditions Maelström, Bruxelles), basé sur ses terrains d'ethnographie en Roumanie au début des années 1990, obtient le Prix Rossel des Jeunes. 
Avec "Ecrire en marchant, premiers pas" (Maelström, Bruxelles, 2018), elle mêle pour la première fois textes et photographies dans un récit qui revient  aux sources de la pratique d'écriture. En parallèle, elle écrit trois livres de voyages sous la forme de miscellanées  : Les Miscellanées de l’Inde, du Japon et du Voyage (Editions Nevicata, Bruxelles).
À la suite d'un terrain ethnographique en Nouvelle-Calédonie en 2016, elle publie "Camp Est, Journal d’une ethnologue dans un centre pénitentiaire de Kanaky Nouvelle-Calédonie" (Anacharsis, 2020). Le récit "Le regard retrouvé" (Esperluète 2024), sur un format similaire au récit "Ecrire en marchant" raconte l'histoire d'un regard et le rapport que l'on tisse dès l'enfance, avec les images.
Epouse du poète Daniel De Bruycker, elle a deux enfants : Hélène et Léa-Lydie De Bruycker.

### Romans, récits, livres de voyage
- Le regard retrouvé, L'Esperluète, 2024
- Camp Est, Journal d'une ethnologue au centre pénitentiaire de Nouméa, Nouvelle Calédonie, Éditions Anacharsis, 2022  (ISBN 979-1027-904-440)
- Où part l'amour, roman, Maelström, Bruxelles, 2020.
- Écrits en marchant, premiers pas, récit, Maelström, Bruxelles, 2018.
- Miscellanées de l'Inde, Nevicata, 2016, Pocket 2017
- La forêt-mémoire, roman, Maelström, Bruxelles, 2016
- Miscellanées du Voyage, Nevicata, Bruxelles 2014 (avec Daniel De Bruycker)
- Miscellanées du Japon, Nevicata, Bruxelles 2012, Pocket 2013 (avec Maximilien Dauber)
- La Maison de l’âme, roman, Maelström, Bruxelles, juin 2010, prix Rossel des Jeunes, décembre 2010.
- La Cérémonie des poupées, roman, Maelström, Bruxelles, 2005, nomination prix Rossel des Jeunes.
- La Plus que mère, roman, Maelström, Bruxelles, 2003, prix Jean-Muno et prix des bibliothèques du Hainaut.
- Voyage en Égypte, Éditions Barthélémy, Avignon, 1993 (avec Maximilien Dauber)

### Photographies
- Pour violon seul, Poème de Daniel De Bruycker, Le Chat Polaire, 2024
- Blog www.ecrirenmarchant.fr

### Traductions de ses livres
- Cea mail mult decît mamâ (La plus que mère), traduction Doina Ioanid, Editura Eikon, Bucarest, 2022
- Η  τ ε λ ε τ η  μ ε  τ ι ς  κ ο υ κ λ ε ς (La cérémonie des poupées), world books, Athènes, 2022
- Bebek Töreni (La cérémonie des poupées), traduction Sosi Dolanoglu, éditions Metis, Istanbul, 2010
- Casa Sufletului (La maison de l'âme), traduction Maria Matel-Boatca,  casa cartii de stiinta, Cluj-Napoca, 2012

### Autres publications
- Récits de confinement à Malakoff, La Colline, Montreuil, 2020 (photos d'Olivier Pasquiers)
- Les 100 mots du Trait, abécédaire de la ville réalisé avec les habitants (Parc régional des Boucles de la Seine normande, résidence d'écriture et d'ethnologie), 2015
- L’Atelier d’ethnographie, livret de l’association Ethnologues en herbe pour l’éducation à la diversité culturelle, Région Ile de France, 2009
- Journal de guerre de Sevdie Ahmeti, résistante Kosovar, Éditions du CCFD, 2002 (traduction de l’anglais avec Daniel De Bruycker, préface Bernard Kouchner)
- Les Carnets de route de Tintin, Éditions Casterman, 1991 (avec Martine Noblet, Maximilien Dauber et Daniel De Bruycker)
- Les Industries culturelles, Pointillés- Cahiers du CRISP, Bruxelles, 1982
- Le Théâtre-Action en Belgique, Cahiers JEB, Bruxelles, 1978